# Sven von Storch
Sven Andreas von Storch (in Chile von Storch Krüger; * 23. Dezember 1970 in Osorno, Chile) ist ein deutsch-chilenischer Kaufmann. Mit seiner Ehefrau Beatrix von Storch leitet er verschiedene der Alternative für Deutschland (AfD) nahestehende Politiknetzwerke.

## Leben
Svens Vater Berndt Detlev von Storch (1930–2004) kam 1945 zusammen mit dem Großvater Jürgen Detlev von Storch (1908–1955) nach Westdeutschland, nachdem das Landgut der Familie von Storch in Parchow, Kreis Rostock in Mecklenburg, in der damaligen sowjetischen Besatzungszone (SBZ) enteignet worden war. 1952 wanderte Berndt von Storch nach Chile aus, wo er auf dem Weingut eines Onkels im Valle de Casablanca arbeitete. Er lernte seine deutschstämmige Ehefrau Antje Krüger kennen und baute sich in Osorno eine Existenz als Landwirt auf. Sven von Storch Krüger wuchs als jüngster der vier Söhne des Paars in Chile auf. In der elften Klasse verbrachte er ein Schuljahr in Deutschland. Nach dem Abitur in Chile siedelte Sven von Storch nach Deutschland über, wo er Betriebswirtschaft studierte und sich als Diplom-Kaufmann niederließ. Nach der Wende in der DDR kaufte sein Bruder Thomas den vormals großelterlichen Besitz in Mecklenburg vom deutschen Staat zurück. Thomas von Storch Krüger kam 2004 bei einem Flugzeugunglück ums Leben.
Während des Studiums lernte Sven von Storch um 1993 seine spätere Ehefrau Beatrix Herzogin von Oldenburg kennen. Beide einte das Interesse deutscher Adeligstämmiger für die Entschädigung des in der SBZ enteigneten Familienbesitzes. Sie heirateten im Oktober 2010 auf Schloss Eutin und leben gemeinsam in Berlin. Sven von Storch ist ein Bruder von Klaus von Storch.

## Politische Aktivitäten
Das erste Projekt zusammen mit seiner späteren Ehefrau war die Gründung des Vereins Göttinger Studenten für den Rechtsstaat. Dieser protestierte gegen die Weigerung der Regierung Kohl, den zwischen 1945 und 1949 in der sowjetischen Besatzungszone enteigneten Grundbesitzern ihre Güter wiederzugeben. Die beiden gründeten später auch den Verein „Allianz für den Rechtsstaat“, welcher sich gegen eine Anerkennung der Enteignungen durch die in der Sowjetischen Besatzungszone erfolgte Bodenreform durch die damalige Bundesregierung unter Helmut Kohl einsetzte.
Laut Alexander Häusler leiten Beatrix und Sven von Storch ein Kampagnen-Netzwerk im Hintergrund der AfD, das über einen Pool von Vereinen und Internetseiten verfügt, für die Sven von Storch verantwortlich ist:
- Der Verein Zivile Koalition e. V.
- Der Verein Zivile Allianz e. V.[12]
- Das Institut für Strategische Studien Berlin (ISSB) e. V.
- Die Internetseite „Demo für Alle“, die gegen Sexualpädagogik und die Gleichstellung homosexueller Partnerschaften mobilisiert.[13]
- Die Internetseite „Familien-Schutz“, die u. a. eine Schmutzkampagne gegen die Grünen im Bundestags-Wahlkampf 2021 geführt hat.[14]

Der Verein Zivile Koalition betreibt die Projekte eurocheck.de (mittlerweile entfernt), abgeordneten-check.de, „Initiative Familienschutz“ und „Entscheidung fürs Leben“, die ebenfalls von Sven von Storch geführt werden. Diese dienen der Darstellung von politischen Positionen der AfD, wie beispielsweise die Ablehnung des Erneuerbare-Energien-Gesetzes und des Gender-Mainstreamings, geben sich aber nicht als direkt mit der Partei verbunden aus. Sven von Storch ist Herausgeber des Internetblogs Die Freie Welt.

## Medienberichte
Medien wie Die Welt und Der Spiegel berichteten, von Storch werde vorgeworfen, insgesamt 98.000 Euro für private Zwecke vom Vereinskonto der Zivilen Koalition abgehoben zu haben. Das Ehepaar von Storch erklärte, das Geld liege in einem Bankschließfach der Zivilen Koalition in Berlin, um die Liquidität des Vereines auch bei einem Bank Run zu sichern.

## Rechtsstreit 2014/15
Seinen Rechtsstreit mit der Europäischen Zentralbank (EZB) (Rechtssache C-64/14 P), eingelegt am 7. Februar 2014, verlor er im April 2015.